# Luca Steiner
Luca Steiner  (* 1999) ist ein Schweizer Unihockeyspieler, der beim Nationalliga-A-Verein Unihockey Tigers Langnau unter Vertrag steht.

## Karriere
Steiner debütierte während der Saison 2018/19 für die erste Mannschaft der Unihockey Tigers Langnau. In der nachfolgenden Saison 2019/20 wurde er in 23 Partien eingesetzt und erzielte sein erstes Tor für die Langnauer.
Im April 2020 erhielt er von den Unihockey Tigers Langnau seinen ersten Vertrag.